# Дарко Савич
Дарко Савич е сръбски футболист, играч на Локомотив (София). Играе като централен защитник, но може да бъде използван и отдясно на отбраната.

## Кариера
Започва кариерата си във ФК Смедерево.
През август 2002 година преминава в Спартак (Варна). През следващия сезон в отбора идва и сънародника му Урош Голубович. През лятото на 2004 година двамата са трансферирани в Локомотив (София).
Савич става твърд титуляр в защитата на „железничарите“ и става вторият чужденец (след Небойша Йеленкович) с 200 мача в А футболна група. През юни 2011 година удължава договора си с още 2 години, но е принуден да напусне в края на годината поради финансовата криза при „червено-черните“.
От началото на 2012 година играе за Ботев (Враца). След края на сезона се опитва да се завърне в Локомотив, но до договор не се стига и Савич остава в Ботев.
През 2015 г. Савич се завръща в Локомотив (София), играейки за отбора в областната група.